# Hopfengarten (Dürrwangen)
Hopfengarten ist ein Gemeindeteil des Marktes Dürrwangen im Landkreis Ansbach (Mittelfranken, Bayern). Hopfengarten liegt in der Gemarkung Dürrwangen.

## Geographie
Das Dorf liegt inmitten einer Waldlichtung. Im Westen grenzt der Lichtenschlag an, im Osten das Rappenholz und im Südosten das Rabenholz. Eine Gemeindeverbindungsstraße führt nach Dinkelsbühl zur Bundesstraße 25 (3,2 km südwestlich) bzw. über Rappenhof und Labertswend nach Dürrwangen zur Kreisstraße AN 42 (2,2 km nordöstlich). Eine weitere Gemeindeverbindungsstraße führt nach Neuses (1,3 km nördlich).

## Geschichte
Der Ort wurde im 17. Jahrhundert als Ausbauort von Dürrwangen angelegt.
Hopfengarten lag im Fraischbezirk des ansbachischen Oberamtes Feuchtwangen. 1732 bestand der Ort aus 3 Anwesen, über die die Reichsstadt Dinkelsbühl die Grundherrschaft ausübte. Gegen Ende des 18. Jahrhunderts gab es 7 Anwesen. Grundherr war weiterhin Dinkelsbühl (Siechenpflege: 1 Wirtschaft, 6 halbe Gütlein). Von 1797 bis 1808 unterstand der Ort dem Justiz- und Kammeramt Feuchtwangen.
Infolge des Gemeindeedikts wurde Hopfengarten 1809 dem Steuerdistrikt und der Ruralgemeinde Dürrwangen zugeordnet.

### Baudenkmal
- Haus Nr. 15: Heiligenfiguren, vier barocke Schnitzfiguren in der Wegkapelle von 1914.[13]

### Einwohnerentwicklung
| Jahr      | 001818 | 001840 | 001861 | 001871 | 001885 | 001900 | 001925 | 001950 | 001961 | 001970 | 001987 | 001995 | 002005 | 002011 | 002017 |
| Einwohner | 53     | 80     | 52     | 52     | 53     | 42     | 59     | 68     | 58     | 65     | 62     | 66     | 65     | 71     | 74     |
| Häuser    | 9      | 9      |        |        | 10     | 14     | 13     | 13     | 13     |        | 23     |        |        |        |        |
| Quelle    | [ 15 ] | [ 16 ] | [ 17 ] | [ 18 ] | [ 19 ] | [ 20 ] | [ 21 ] | [ 22 ] | [ 23 ] | [ 24 ] | [ 25 ] |        |        |        | [ 1 ]  |

## Religion
Der Ort ist römisch-katholisch geprägt und bis heute nach St. Peter und Paul (Halsbach) gepfarrt. Die Protestanten sind nach St. Wendelin (Lehengütingen) gepfarrt.